# 维托里奥·斯泰林·卡斯泰拉尼
维托里奥·斯泰林·卡斯泰拉尼（義大利語：Vittorio Stellin Castellani，1928年—1960年），意大利男子曲棍球运动员。他曾代表意大利国家队参加1952年夏季奥林匹克运动会曲棍球比赛。